# Ulrike Müller (Regisseurin)
Ulrike Müller (geboren 1981 in Cottbus) ist eine deutsche Theaterregisseurin, Autorin und Schauspielerin.

## Leben
Ulrike Müller studierte von 1999 bis 2002 Schauspiel an der Hochschule für Musik und Theater „Felix Mendelssohn Bartholdy“ Leipzig. Sie arbeitete als Ensemblemitglied am Staatsschauspiel Dresden und am Stadttheater Bielefeld und gastierte am Staatstheater Cottbus. Prägende Rollen waren Suzanne in „Figaros Hochzeit“, Frau Elvsted in „Hedda Gabler“, Virginia in „Das Leben des Galilei“, Hedvig Ekdal in „Wildente“, Elektra in „Elektra“, Ophelia in „Hamlet“, Charlotta Iwanovna in „Der Kirschgarten“, Franziska Schöller in „Pension Schöller“, Helena-Hermia im „Ein Sommernachtstraum“ und die Braut in Brechts „Kleinbürgerhochzeit“.
Wichtige Zusammenarbeiten verbinden Ulrike Müller mit Regisseuren wie Volker Lösch, Bernarda Horres, Christian Schlüter, Sascha Hawemann, Matthias Brenner, Michael Heicks und Patrick Schimanski.
2008 schloss sie ein Regiestudium an der Hochschule für Schauspielkunst Ernst Busch in Berlin an. Seit 2010 arbeitet sie als Regisseurin und Autorin, für Theater und Hörspiel.
Müller inszenierte am bat-Studiotheater Berlin, am Landestheater Detmold, an der neuen Bühne Senftenberg, am Anhaltischen Theater Dessau, am Theater Rudolstadt, am Staatstheater Cottbus und am Hans - Otto Theater in Potsdam.
Bei der Kritikerumfrage der Zeitschrift Theater heute wurde sie 2012 für ihr Stück Das Projekt bin ich zur „besten Nachwuchsregisseurin“ nominiert. Für ihr Hörspiel Das Projekt bin ich! war sie 2015 für den ARD-Online-Award nominiert und gewann den mit 5000 Euro dotierten Deutschen Hörspielpreis der ARD. Laut Jurybegründung überzeugte das Hörspiel „mit seiner selbstverständlichen Balance von genauem unaufdringlichem Handwerk und politischer Aktualität“. Thematisch handelt das Stück von den Problemen, die zeitgenössische Schauspieler haben, eine Familie zu ernähren und beruflich zu überleben. Mit ihrem Hörspiel „Lieber Nicolas Berggruen“ (2017) thematisiert Ulrike Müller die Wohnraumsituation in Berlin. Damit ist sie zum zweiten Mal für den deutschen Hörspielpreis nominiert.
2019 schreibt sie für das Mozarteum in Salzburg die Klimadystopie:"Prinzip Arche" und gewinnt damit den mit 13000 Euro dotierten Dramatiker*innenPreis bei Waldorf100 "Wo steht der Mensch". 2020 widmet sich Ulrike Müller ihrem biografischen Recherchestück "Ich bin in einem Land geboren, das es nicht mehr gibt!".
Momentan arbeitet sie an ihrem neuen Hörspiel (basierend auf ihren Recherchen und anschließenden Theaterproben) "Die Don Quijotinnen oder Was kostet die Kindheit? ( ein biografisches Hörspiel zur Unvereinbarkeit von Beruf und Familie anhand von Alleinerziehenden) für den rbb -Kultur. Ähnlich wie bei ihren vorigen Hörstücken, werden die Texte auf Grundlage eines Textes-  improvisiert.
Außerdem übernimmt sie Lehraufträge an der Universität Bielefeld sowie an verschiedenen Bildungseinrichtungen, zum Beispiel für „Abenteuer Kultur“. Die Drogerie-Markt-Kette „dm“ hat unter diesem Namen seit dem Jahr 2000 Theaterpädagogik als feste Säule in ihr Ausbildungskonzept verankert.
Ulrike Müller lebt mit ihrer Familie in Berlin.

## Werke
- Das Projekt bin ich!, Berlin 2012
- Das Projekt bin ich! (Konzept und Regie), Hörspiel-Produktion des rbb 2014, 54:40 Min.
- Lieber Nicolas Berggruen!, Hörspielproduktion des rbb 2017
- PRINZIP ARCHE, UA 2020 in Salzburg

## Auszeichnungen
- 2012 Nominiert zur  besten Nachwuchskünstlerin für "Das Projekt bin ich!" von Theater heute
- 2013 Nominiert zum KörberStudio Junge Regie in Hamburg mit "Das Projekt bin ich!"
- 2015: Deutscher Hörspielpreis der ARD für Das Projekt bin ich!
- 2017  Nominiert für den Deutschen Hörspielpreis mit "Lieber Nicolas Berggruen!"
- 2018  Förderpreis beim LAUSITZEN Stückwettbewerb für "ICH BIN IN EINEM LAND GEBOREN, DAS ES NICHT MEHR GIBT!"
- 2019 1. PREIS beim Dramawettbewerb/ Waldorf100 für PRINZIP ARCHE

## Verweise
- Profil als Regisseurin am Theater Rudolstadt
- Netzauftritt von Ulrike Müller

## Belege
1. ↑  Absolventin Ulrike Müller (Studiengang Regie)
2. ↑  Die Regisseurin aus Berlin
3. ↑  ARD-Hörspielpreis für rbb-Produktion (Memento des Originals vom 17. November 2015 im Internet Archive)  Info: Der Archivlink wurde automatisch eingesetzt und noch nicht geprüft. Bitte prüfe Original- und Archivlink gemäß Anleitung und entferne dann diesen Hinweis., rbb/Kulturradio vom 15. November 2015
4. ↑  Nominiert für den Hörspielpreis der ARD und für den ARD Online Award: Das Projekt bin ich!, ard.de vom 13. November 2015
5. ↑  Theater bei der Drogerieausbildung: Azubis müssen auf die Bühne, taz vom 9. April 2013, abgerufen am 15. November 2015
6. ↑  Langinterview mit U. Müller, Junge Regie vom 5. Mai 2013, abgerufen am 15. November 2015

| Personendaten    | Personendaten                                           |
| ---------------- | ------------------------------------------------------- |
| NAME             | Müller, Ulrike                                          |
| KURZBESCHREIBUNG | deutsche Theaterregisseurin, Autorin und Schauspielerin |
| GEBURTSDATUM     | 1981                                                    |
| GEBURTSORT       | Cottbus                                                 |